# Herdi Prenga
Herdi Prenga  född 31 augusti 1994 i Zadar i Kroatien, är en albansk fotbollsspelare som spelar för den kroatiska klubben Inter Zaprešić.